# Сорокин, Владимир Иванович (футболист)
Владимир Иванович Сорокин (19 (20) апреля 1932, Боровичи, Ленинградская область, СССР — 20 (21) апреля 2008, Боровичи, Новгородская область, Россия) — советский футболист и тренер, нападающий, полузащитник, игрок в хоккей с мячом. Мастер спорта СССР.

## Биография
После окончания школы работал на комбинате «Красный керамик» (ныне — ОАО «Боровичский комбинат огнеупоров») в Центральных механических мастерских. Параллельно играл в футбольной команде «Металлург» Боровичи в зональном первенстве РСФСР среди коллективов физкультуры. В хоккее с мячом выступал за «Металлург» в республиканских соревнованиях. Финалист Кубка РСФСР 1952 года.
В 1953 году получил приглашение из футбольных команд класса «А» «Спартак» Москва и «Зенит» и перешёл в ленинградский клуб. В том сезоне провёл 7 игр, забил один мяч — в ворота харьковского «Локомотива» (в ряде источников не указано участие Сорокина в матче 19 августа с «Жальгирисом», где он вышел на замену). В 1954 году провёл только один матч: 11 апреля в первом туре в гостевой игре с куйбышевскими «Крыльями Советов» получил травму и был заменён.
В 1955—1957 годах играл в классе «Б» за «Металлург» Запорожье. С 1957 года играл за «Крылья Советов»/«Труд» Воронеж, в 1960 году вышел с командой в класс «А», где стал капитаном команды, но после первых четырёх туров был переведён в дубль.
В 1962 году вернулся в Боровичи, где стал играющим тренером футбольной и хоккейной команд. В сезонах 1964/65, 1965/66 и 1969/70 выступал с «Металлургом» во второй группе класса «А» первенства по хоккею с мячом, забил 21 гол, став лучшим бомбардиром команды. В составе футбольной команды стал чемпионом Новгородской области в 1969 году. Работал в команде «Электрон» Новгород — в 1970 году тренером, в 1971 — начальником команды, в 1972 — главным тренером.
Чемпион РСФСР (1960), бронзовый призер 3-й летней Спартакиады народов России (1959). В числе 33 лучших футболистов РСФСР (1959, 1960).
В Боровичах проводятся турниры по мини-хоккею и мини-футболу памяти Сорокина.

## Семья
Супруга — Зоя Степановна, заслуженный учитель школы РСФСР. Сын Сергей играл за хоккейный «Металлург», работал футбольным тренером, среди воспитанников — Сергей Егоров и Александр Савин. Позже — председатель комитета по делам молодежи, физической культуры и спорта Администрации Боровичского района.